# Louis de Loménie

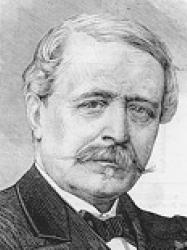
Louis de Loménie

Louis-Léonard de Loménie (* 3. Dezember 1815 in Saint-Yrieix-la-Perche; † 2. April 1878 in Paris) war ein französischer Literaturwissenschaftler, Biograf und Essayist.

## Leben
Loménie wurde 1815 im Limousin geboren. Er studierte in Avignon und war ab 1862 Hochschullehrer für französische Literatur am Collège de France und dann ab 1864 an der École polytechnique.
Loménie war viele Jahre Redakteur der Zeitschrift Revue des Deux Mondes. Sein erstes bedeutendes Werk war die Galerie des contemporains illustres par un homme de rien (1846–1847), eine Reihe von Biografien in 10 Bänden. Sein wichtigstes Werk war aber die Biografie zu Pierre Augustin Caron de Beaumarchais.
1871 wurde er in die Académie française gewählt.

## Schriften
- Par un homme de rien: Galerie des contemporains illustres. 10 Bände. au Bureau Central, Paris 1840–1847.
- Beaumarchais et son temps. Études sur la société en France au XVIIIe siècle. D’après des documents inédits. 2 Bände. Lévy, Paris 1856 (Online).
- La Comtesse de Rochefort et ses amis. Études sur les mœurs en France au XVIIIe, avec des documents inédits. Lévy, Paris 1870.
- Les Mirabeau. Nouvelles études sur la société française au XVIIIe siècle. 2 Bände. Dentu, Paris 1870–1879 (Bd. 3–5, 1889–1891, continuée par son fils, Charles de Loménie).
- Esquisses historiques et littéraires. Lévy, Paris 1879.